# タンスユク
タンスユク（朝: 탕수육）は、豚肉を使った韓国の中華料理。糖水肉、糖醋肉とも書かれ、中華料理の酢豚(糖醋排骨)がルーツとなっている。

## 概要
韓国の中華料理として定番の一品となっており、酢豚と比べ味付けは非常に甘く酸味は抑えられている。一般的な韓国の中華料理と同様に華僑の開いた中華料理店から広まり、広東語の「タンチュロー」が転じてタンスユクという名前が生まれ、味も韓国風にアレンジされていった。タン（糖）およびス（醋 / 酢）は中国語風の読みであり、ユク（肉）はハングル読みとなっている。中華料理店のほか、家庭で作って食べることも多い。
揚げた豚肉と野菜に甘酢のあんをかける基本的な作り方は酢豚と同様で、野菜にはパプリカ、赤キャベツ、キクラゲなどカラフルなものを用いる傾向がある。肉はカリっとさせるために二度揚げが推奨され、あんは野菜を入れて煮立てて、肉にかけるか器に入れて肉をディップして食べることが多い。